# Robert de Cassel
Robert de Cassel (né vers 1278 et mort le 26 juin 1331) est seigneur de Cassel, de Dunkerque, de Gravelines, de Bourbourg, de Bergues et de Nieuport. Il est le deuxième fils de Robert III de Flandre et de la comtesse de Nevers Yolande de Bourgogne.

## Biographie
Du vivant de son père, le comte Robert III de Flandre, Robert s'est toujours montré fidèle envers lui lors des affrontements qui l'opposent avec les rois de France successifs, Philippe IV le Bel, Louis X le Hutin, Philippe V le Long. En ce sens, il adopte une attitude totalement différente de celle de son frère aîné Louis Ier de Nevers. Pour cette raison, Robert III songe à donner le comté de Flandre à son fils cadet mais, sous la pression du roi de France Philippe V et contre la promesse d'un mariage entre Marguerite, la fille du roi, et Louis, le fils de Louis de Nevers, accepte de laisser finalement le comté à son fils aîné. Robert de Cassel reçoit en échange un très bel ensemble de terres, ce qui revient en fait à partager le comté de Flandres entre les deux fils de Robert III plutôt que de laisser la totalité au fils aîné comme il en était l'usage. 
En 1320, Robert reçoit en apanage la Flandre maritime, Armentières et Warneton, des biens en Champagne et en Perche. Il fait construire son château à Dunkerque vers 1322. Mais lors de la rébellion des Flamands contre le roi de France Charles IV le Bel, la ville est saccagée et le château démoli. Cependant, les Flamands, battus à la bataille de Cassel le 23 août 1328, finissent par se soumettre. Robert de Cassel, qui le 11 juin 1327 a prêté serment de fidélité au roi, impose aux rebelles une contribution énorme, confisque leurs biens et indemnise ceux qui lui sont restés attachés. Un an plus tard, il rend toutefois à Dunkerque ses coutumes et ses droits.

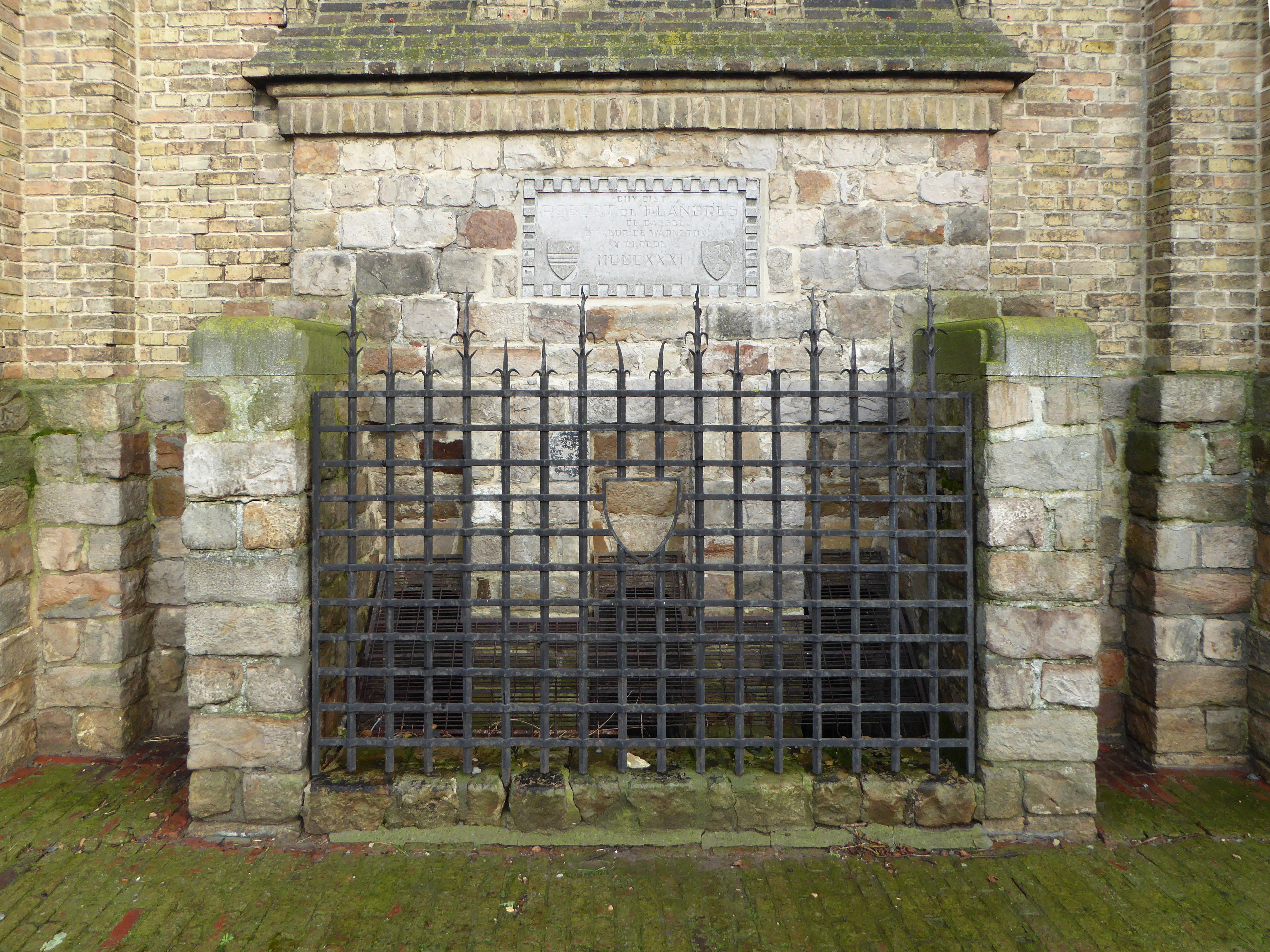
Pierre tombale de Robert de Cassel.

Robert de Cassel est considéré comme le grand réorganisateur du « magistrat » de Dunkerque. Celui-ci, comprend un bourgmestre, des échevins et des conseillers chargés des affaires de la ville. Il crée aussi les trois guildes chargées de la surveillance de la ville, celle de Saint-Sébastien pour les archers, celle de Saint-Georges pour les arbalétriers et celle de Sainte-Barbe pour les arquebusiers. Également seigneur de Warneton où il a sa résidence, Robert y meurt le 26 juin 1331 et est inhumé dans la crypte de l'église Saint-Pierre et Saint-Paul. Son tombeau polychrome y est découvert en 1923. L'effigie de Robert de Cassel fait partie des six statues qui ornent la façade de l'hôtel de ville de Dunkerque. Son fils Jean mineur hérite de la seigneurie de Dunkerque.Sa mère tutrice accomplit pour ses enfants Jean et Yolande aveu de leurs biens au comte de Flandre à Ypres le 19 mars 1331. Mais Jean meurt très rapidement, en 1332 ou 1334. Sa sœur Yolande de Cassel, alors âgée de quelques années, lui succède et transmet par son mariage les biens paternels dans les Maisons de Bar, de Luxembourg-Saint-Pol et de Bourbon-Vendôme.

## Mariage et descendance
En 1323, Robert épouse avec dispense et après contrat passé à Saint-Germain-des-Prés le 21 septembre 1323, Jeanne de Bretagne, fille d'Arthur II, duc de Bretagne, et de Yolande de Dreux, comtesse de Montfort, d'où : 
1. Jean, sire de Cassel († 1332) ;
2. Yolande (1326 † 1395), épouse Henri IV de Bar, comte de Bar, puis Philippe de Navarre, d'où :  
  - Édouard II (1339 † 1352), comte de Bar,
  - Robert Ier (1344 † 1411), comte puis duc de Bar.

## Sources
- Mémoires, Volume - Par Société des antiquaires de la Morinie - éd. 1839.
- Histoire de la rivalité de la France et de l'Angleterre, Volume 3 - Par Gabriel-Henri Gaillard - éd. 1771.
- Dunkerque: ville et port de Flandre à la fin du Moyen Age - Par Stéphane Curveiller - éd. 1989.
- Site officiel de la ville de Dunkerque.
- J.-J. Carlier, « Henri d'Oisy, fragment d'études historiques », dans Mémoire de la Société dunkerquoise pour l'encouragement des sciences, des lettres et des arts, 1857 publié en 1858, Dunkerque, p. 81 à 243,  lire en ligne.